# Thomas de Clare, Lord of Thomond
Thomas de Clare, Lord of Thomond (* zwischen 1243 und 1248; † 29. August 1287) war ein anglo-irischer Adliger. Von einem landlosen jüngeren Sohn eines englischen Adligen stieg er im Dienst des Königs zu einem reichen Baron in Irland auf.

## Herkunft
Thomas de Clare entstammte der anglonormannischen Familie Clare, die zu den reichsten und mächtigsten Adelsgeschlechtern Englands gehörte. Er war der zweite Sohn von Richard de Clare, 5. Earl of Hertford und 2. Earl of Gloucester und von dessen Frau Maud de Lacy. Sein älterer Bruder war Gilbert de Clare, der nach dem Tod ihres Vaters 1262 die Besitzungen der Familie erbte. Zusammen mit seinem jüngeren Bruder Bogo de Clare hatte Thomas von 1257 bis 1259 in Oxford studiert. Thomas wurde dann jedoch Knappe, während Bogo geistliche Ämter anhäufte und diesen Einfluss gewinnbringend nutzte. Die drei Brüder blieben untereinander in enger Verbindung und unterstützten sich häufig gegenseitig bei den Vorhaben der jeweils anderen.

## Rolle im Krieg der Barone
Thomas stand, vermutlich durch den Einfluss seines älteren Bruders Gilbert, während des Zweiten Kriegs der Barone, dem Konflikt einer Adelsopposition unter Simon de Montfort, 6. Earl of Leicester mit König Heinrich III. zunächst auf der Seite der Barone. Vor der Schlacht von Lewes im Mai 1264 wurde er von Montfort zum Ritter geschlagen. Nach der Schlacht wurde er ein bedeutender Unterstützer von Montfort, der ihn im April 1265 zum Constable des strategisch wichtigen St Briavels Castle in Gloucestershire ernannte. Um diese Zeit freundete er sich mit dem Thronfolger Eduard an, der unter der Aufsicht der siegreichen Barone stand. Obwohl es Anfang 1265 zunehmende Spannungen zwischen Gilbert de Clare und Montfort gab, ließ Montfort zu, dass Thomas weiter zum Haushalt des Thronfolgers gehörte. Thomas wechselte jedoch auf die Seite des Thronfolgers und ermöglichte am 28. Mai 1265 Eduard, dass dieser bei einem Ausritt der Aufsicht seiner Bewacher entkommen konnte. Thomas schloss sich dem Heer des Thronfolgers an und kämpfte in der Schlacht von Evesham, in der das Heer Eduards Truppen Montfort entscheidend besiegten. Nach der Schlacht wurde er vom König begnadigt. Wie sein Bruder Gilbert besetzte und plünderte er nach dem Sieg des Königs zahlreiche Güter der Rebellen, vor allem von Henry Hastings, den er bei Evesham gefangen genommen hatte. Auch der König belohnte ihn mit Ländereien, einschließlich der Besitzungen von Peter de Montfort, die er jedoch später dessen Sohn übergab.

## Vertrauter von Prinz Eduard
Thomas wurde nun ein enger Vertrauter von Prinz Eduard, der ihn mit zahlreichen Ämtern betraute. Er wurde von Oktober 1266 bis April 1268 Constable von Colchester Castle, von April 1272 bis September 1275 von Rockingham Castle und von Februar 1272 bis August 1273 von Portchester Castle. Dazu hatte er das einträgliche Amt eines Stewards von mehreren königlichen Forsten inne. 1266 übernahm er vom entfernt mit ihm verwandten Richard de Montfichet die Verwaltung der königlichen Forste von Essex, die er bis 1275 behielt, sowie ab 1272 die Aufsicht über die Forste von Oxfordshire und Stamford. 1267 legte Thomas nach einer Predigt von Kardinal Ottobono Fieschi in der Londoner St Paul’s Cathedral ein Kreuzzugsgelübde ab. Im August 1269 begleitete er Prinz Eduard nach Paris, um vor ihrem Aufbruch zum Kreuzzug letzte Verhandlungen mit dem französischen König Ludwig IX. zu führen, und brach mit dem Prinzen im August 1270 ins Heilige Land auf. Im Februar 1272 kehrte er wieder nach England zurück, brach jedoch bereits im April wieder als Lieutenant des Königs in die damals zu England gehörige Gascogne auf. Erst im Januar 1273 kehrte er wieder nach England zurück.

## Aufstieg zum Lord von Thomond in Irland
Nachdem auch Prinz Eduard im August 1274 vom Kreuzzug nach England zurückgekehrt war und als König Eduard I. die Nachfolge seines verstorbenen Vaters angetreten hatte, schickte er im Herbst 1274 Thomas nach Irland, wo ihn Geoffrey de Geneville, der Justiciar of Ireland, zum Sheriff von Limerick ernannte. Dieses Amt übte er bis Juni 1276 aus. Nachdem das an Limerick grenzende Thomond von den irischen Clanfamilie Ó Briains überfallen worden war, erhielt Thomas am 26. Januar 1276 das Recht, von den Iren Thomond zu erobern. Um eine Ausgangsbasis für die Eroberung zu gewinnen, tauschte er im März 1276 mit Robert de Muscegros seine englischen Besitzungen in Oxfordshire und Berkshire gegen das irische Bunratty Castle. Mit seinem Schwiegervater Maurice FitzGerald, 3. Lord of Offaly und mit Geoffrey de Geneville unternahm er zunächst einen Feldzug gegen die MacMurrouhgs in die Wicklow Mountains, gegen die sie jedoch bei Glenmalure eine schwere Niederlage erlitten. Nach einer weiteren Expedition unter dem neuen Justiciar Robert d'Ufford ergaben sich die MacMurroughs jedoch im Herbst 1277 und ihr Gebiet geriet unter englische Herrschaft. Thomas erhielt nun Truppen für seinen Feldzug gegen Thomond. Um den Widerstand der Iren zu brechen, nahm er 1277 Briain Rua Ó Briain, den letzten irischen König von Thomond gefangen und ließ ihn hinrichten, obwohl er mit diesem noch kurz zuvor ein Bündnis geschlossen hatte. 1278 erlitt er gegen Briains Sohn Duncan eine schwere Niederlage. Zur Sicherung seiner Eroberungen begann Thomas mit dem Bau der Burg von Quin, um die sich die Grafschaft Clare bildete. Mit Edmund de Bassingbourne tauschte er Blyborough in Lincolnshire gegen Knockainy in Limerick und erweiterte so seinen irischen Besitz.
Thomas reiste nun nach England und bat 1278 den König in Westminster um weitere Hilfe. Erst 1281 konnte er jedoch durch Unterstützung von Robert d’Ufford und Theobald Butler seine Burg in Quin vollenden und seine Eroberungen sichern. 1280 war Thomas Mitglied des königlichen Rats für Irland, und 1282 sammelte er in Irland Kredite zur Finanzierung des Feldzugs von Eduard I. zur Eroberung von Wales. Im November 1283 ging er nach Wales und traf den König in Carmarthen und anschließend wieder in England. Er blieb in England, bis im Herbst 1284 in Thomond ein Aufstand ausbrach. Er kehrte nach Irland zurück und konnte den Aufstand rasch niederschlagen. Mit Thomond, Buttany, Youghal und Corkmoyth besaß er nun umfangreiche Besitzungen in Irland, dazu kamen noch weitere kleinere Lehen in England. Aus diesen Besitzungen hatte er jährliche Einkünfte von über £ 1000. Nach dem Tod des schottischen Königs Alexander III. schloss Clare zusammen mit dem Earl of Ulster im September 1286 ein Bündnis mit mehreren schottischen Magnaten, darunter mit dem High Steward James Stewart, mit dem Earl of Dunbar, mit Robert de Brus, Lord of Annandale und mit dessen Sohn Robert de Brus, Earl of Carrick. Der Zweck des Bündnisses ist unklar, entweder hatten die Schotten Ambitionen in Irland oder sie suchten sich Verbündete in der Frage der schottischen Thronfolge. Thomas hatte nach dem Tod seines Schwiegervaters 1286 noch weitere Besitzungen in Irland geerbt, doch er starb bereits im folgenden Jahr eines natürlichen Todes. Für die Vermutung, dass er von Iren ermordet wurde, gibt es keine Belege.

## Familie und Nachkommen
Thomas de Clare heiratete 1275 Juliana FitzMaurice, eine Tochter von Maurice FitzGerald, 3. Lord of Offaly, der zeitweise Justiciar von Irland war. Er hatte mehrere Kinder, darunter:
- Gilbert de Clare († 1308), Lord of Thomond
- Richard de Clare († 1318), Lord of Thomond
- Maud de Clare, ⚭ (1) Robert de Clifford, ⚭ (2) Robert Welles, 2. Baron Welles
- Margaret de Clare († 1333), ⚭ (1) Gilbert de Umfraville, ⚭ (2) Bartholomew de Badlesmere, 1. Baron Badlesmere

Daneben hatte er mindestens einen unehelichen Sohn, der ebenfalls Richard de Clare genannt wurde.